# Предпиренеи
Предпиренеите (на испански: Prepirineo, на френски: Pré-Pyrénées) са планинска област в Западна Европа, включваща предпланините на Пиренеите.
Основната част са разположени в Испания, южно от основния масив на Пиренеите, с по-малка област на североизток от него във Франция. Испанските Предпиренеи се спускат на юг към Арагонската равнина, а френските – на север към Лангедокската низина.